# Rue Sherbrooke
Pour les articles homonymes, voir Sherbrooke (homonymie).
La rue Sherbrooke est une voie de Montréal, de Montréal-Est, de Montréal-Ouest et de Westmount.

## Situation et accès
Cette rue qui traverse la moitié de l'île de Montréal sur un axe orienté nord-est / sud-ouest, de l'avenue Westminster, dans la ville de banlieue de Montréal-Ouest, jusqu'à l'extrême est de l'île, où elle rejoint la rue Notre-Dame en un carrefour giratoire. Elle a une longueur d'une trentaine de kilomètres et est une des rues les plus longues de la ville de Montréal. Elle possède également de courtes sections dans les villes de Westmount et de Montréal-Est. Au centre-ville de Montréal, la rue Sherbrooke se situe au sud de la pente la plus sévère du Mont Royal.
Elle constitue une section de la route 138 à partir du boulevard Cavendish jusqu'à la rue Notre-Dame.
Il existe sur l'île de Montréal une autre rue Sherbrooke, dans l'arrondissement Lachine ainsi qu'une autre dans la ville de banlieue de Beaconsfield, dans l'Ouest-de-l'Île.

## Origine du nom
La rue est nommée d'après Sir John Coape Sherbrooke (1764–1830), un militaire britannique qui fut lieutenant-gouverneur de la Nouvelle-Écosse (1812–1816), puis gouverneur en chef de l'Amérique du Nord britannique (1816–1818).

## Historique

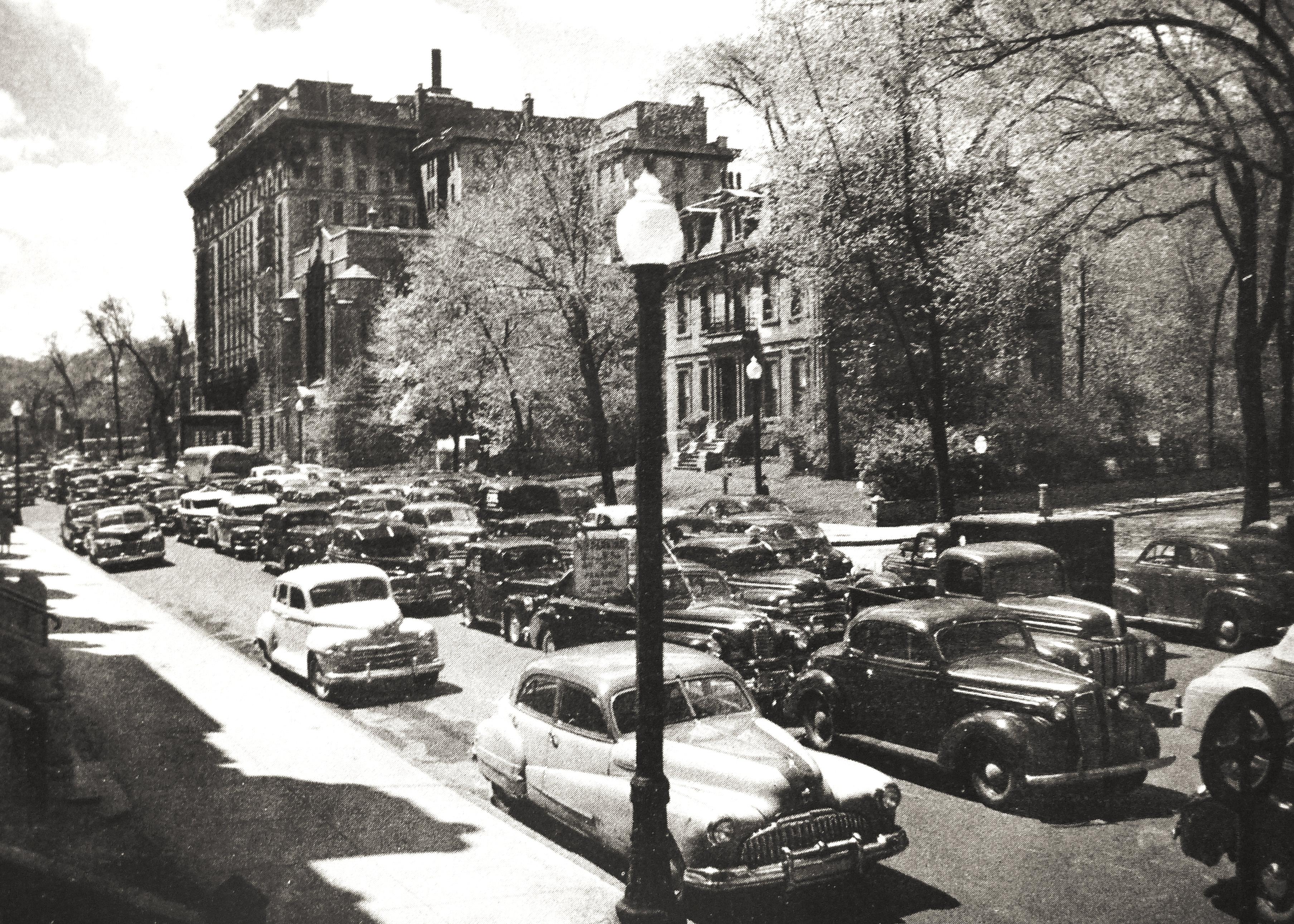
Rue Sherbrooke vers 1950, les appartements Linton en arrière-plan

La rue Sherbrooke, en 1817, consiste en deux tronçons dans un premier temps, de la rue de Bleury à la rue Sanguinet. Son éloignement relatif du centre pour l'époque rend difficile l'établissement d'industries ou de manufactures. De nombreuses maisons de santé et d'enseignement s'y établissent au XIXe siècle, comme l'université McGill, l'école normale Jacques-Cartier, le collège Mont-Saint-Louis et le couvent du Bon-Pasteur.
Du début du XXe siècle jusqu'aux années 1930, la rue Sherbrooke, encore résidentielle, est l'artère la plus prestigieuse de Montréal. À la même époque, le Musée des beaux-arts de Montréal viendra s'établir sur la rue Sherbrooke ouest en 1912.
Plus tard, avec l’expansion du centre-ville, les nouvelles maisons luxueuses se construisent un peu plus à l’ouest dans la nouvelle ville-jardin de Westmount.
La rue Sherbrooke se prolonge vers l'est à partir du début du XXe siècle, suivant ainsi le développement urbain de Montréal. Elle sera au centre de la création de plusieurs institutions et parcs montréalais tels le parc La Fontaine, l'hôpital Notre-Dame, le parc Maisonneuve, le Jardin botanique, le Stade Olympique etc.

## Bâtiments remarquables et lieux de mémoire

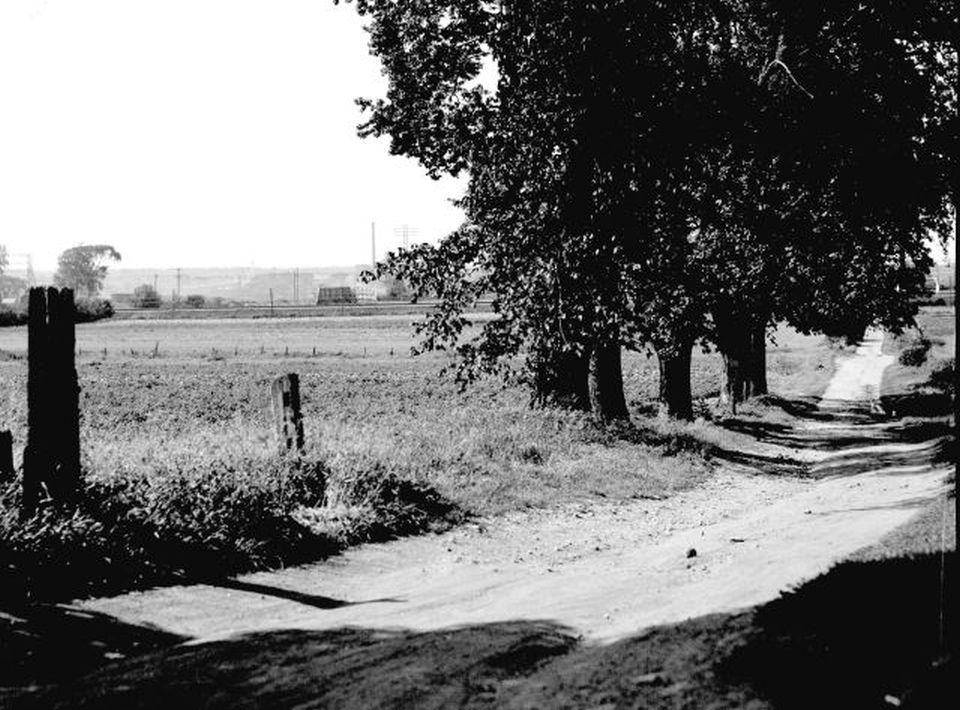
Benny Farm (en) sur Sherbrooke Ouest, Notre-Dame-de-Grâce, 1942.
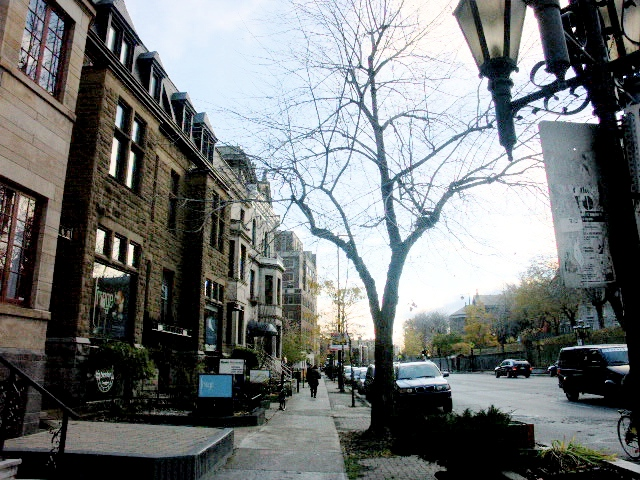
Vue de la rue Sherbrooke ouest.
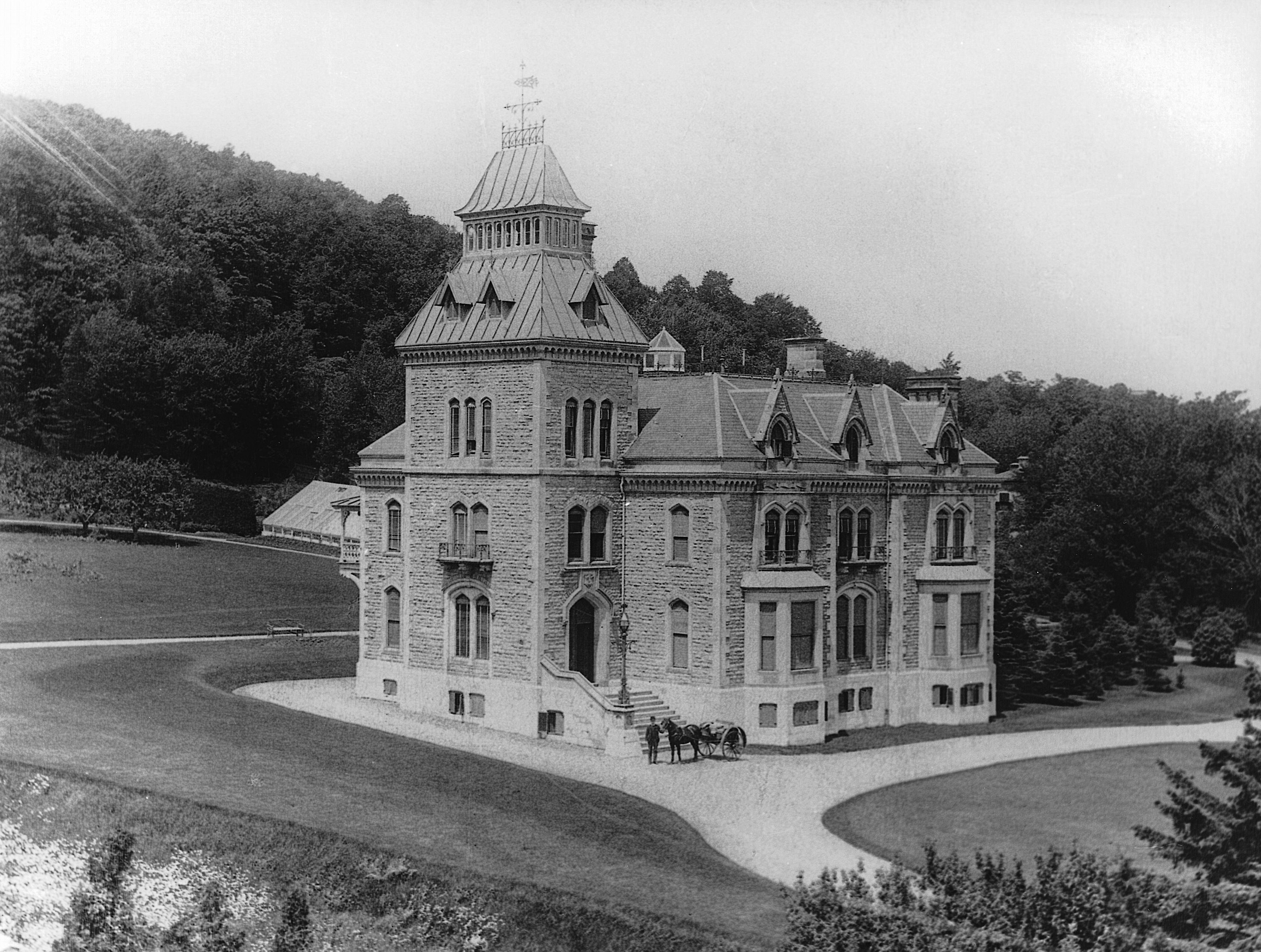
La maison de John Redpath, Terrace Bank, rue Sherbrooke Ouest, 1947.
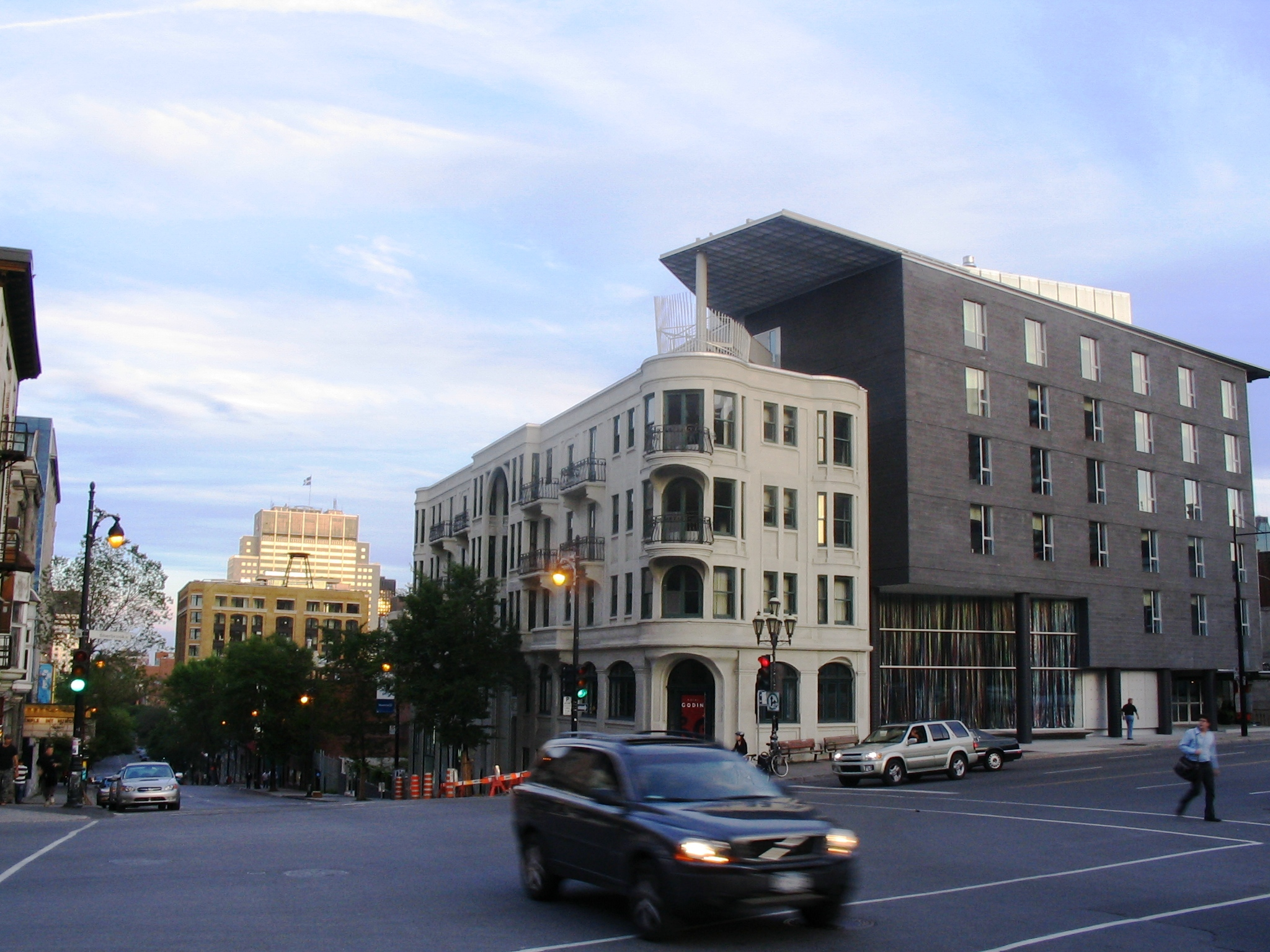
Le croisement séparant le côté est du côté ouest de la rue Sherbrooke, à l'angle du Boulevard Saint-Laurent.
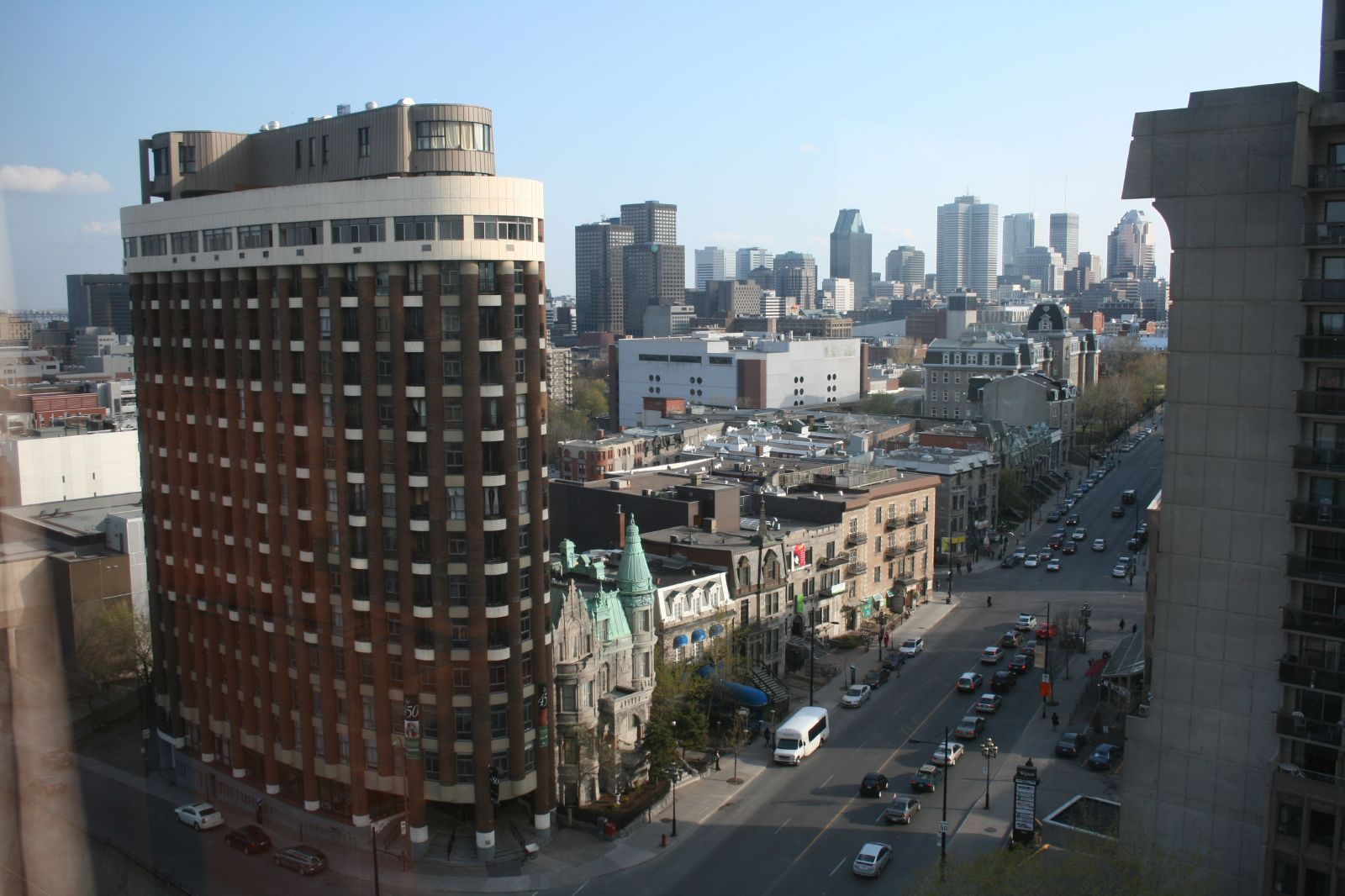
La rue Sherbrooke est au coin de la rue Berri.

D'est en ouest :
| - la raffinerie de Suncor - la Place Versailles - le Stade olympique de Montréal - le Collège de Maisonneuve - le 3645 Sherbrooke Est, où vécut Jacques Mesrine - le Cégep du Vieux Montréal - le parc Maisonneuve - l'Insectarium de Montréal - le Jardin botanique de Montréal - l'Hôpital Notre-Dame - l'Édifice Gaston-Miron (ancienne bibliothèque centrale) - le parc La Fontaine - la station de métro Sherbrooke - la rue Saint-Denis - le boulevard Saint-Laurent - l'avenue du Parc - le 400 Sherbrooke Ouest - le boulevard Robert-Bourassa (ancienne rue University) - le campus principal de l'Université McGill - le Musée McCord - la Place Mercantile - l'avenue McGill College - le 1000 Sherbrooke (ancien Centre Mont-Royal) - la rue McTavish | - la rue Peel - l'hôtel Sofitel - la rue Stanley - la Maison-Alcan - l'hôtel Ritz-Carlton Montréal - Quartier du Musée - le Musée des beaux-arts de Montréal - l'Église St-Andrew and St-Paul - l'Église Erskine and American - le chemin de la Côte-des-Neiges - le Collège de Montréal - le Grand séminaire de Montréal - l'avenue Atwater - le Collège Dawson - l'avenue Greene - le Cinéma l'Empress - le campus Loyola de l'Université Concordia |

## Territoires traversés
La rue Sherbrooke traverse les arrondissements de la ville de Montréal et les villes suivantes (d'ouest en est) :  
- Montréal-Ouest (ville)

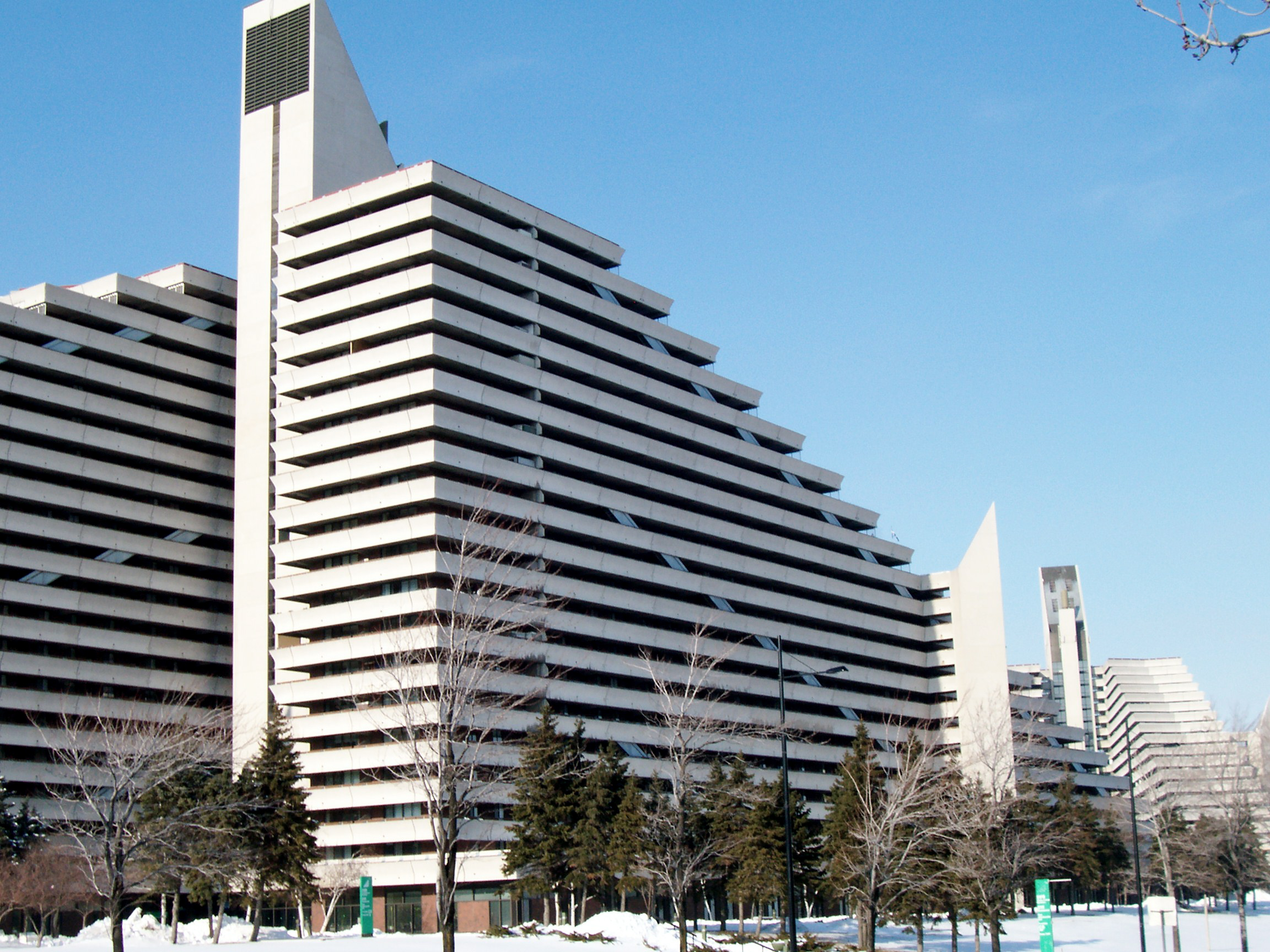
Le Village olympique de Montréal s'élèvent depuis 1976 du côté nord de la rue Sherbrooke Est, près du boulevard Viau.

- Côte-des-Neiges–Notre-Dame-de-Grâce
- Westmount (ville)
- Ville-Marie
- Le Plateau-Mont-Royal
- Rosemont–La Petite-Patrie
- Mercier–Hochelaga-Maisonneuve
- Montréal-Est (ville)
- Rivière-des-Prairies–Pointe-aux-Trembles

## Source
- Ville de Montréal. Les Rues de Montréal. Répertoire historique. Montréal, Ed. Méridien, 1995.